# Триполитова, Ксения Артуровна
Ксения Артуровна Триполитова (7 мая 1915, Вильна, Российская империя — 9 апреля 2020, Париж, Франция) — французская балерина русского происхождения.

## Биография
Ксения была второй дочерью в семье коллежского секретаря Артура Гвидовича Рубом (его мать, урождённая Хей, была родом из Дании) и Марии Михайловны фон Брадке. Семья проживала в городе Вильна на Конской улице. В 1916 году Рубом перебрались в Крым, однако в 1917 году, с началом беспорядков, вернулись товарным поездом в Вильну, где их застала революция. Они нашли приют у польской семьи. Здесь у сестёр Тамары и Ксении появилась младшая сестра — Нина.
После провозглашения маршалом Пилсудским независимости Польши, Рубом переехали в отцовское имение, находившееся неподалёку от Глуска, в деревне Хвастовичи Бобруйского уезда Минской губернии и оказавшееся на польской территории.
В 1920-м году, в разгар советско-польской войны, семье вместе с отступающей польской армией пришлось навсегда покинуть родовое имение.
Убегая от большевиков, Рубом осели в Гнезно, польском городке недалеко от Познани. Здесь, пойдя учиться в школу, Ксения начала танцевать: она участвовала в школьных спектаклях, исполняя мазурку, матросский и другие детские танцы. В 12-13 лет она пыталась «учить балету» своих подруг.
В 1933 году, окончив гимназию, Ксения с семьей вернулась в Вильно, где стала брать уроки балета. Её первый выход на профессиональную сцену состоялся в оперетте «Лютня»: она танцевала русский танец из балета «Конёк-Горбунок» в стилизованном сарафане и кокошнике, принадлежавшем Тамаре Кирсановой. 11 января 1935 года ради продолжения учёбы Ксения вместе с матерью выехала в Париж. С тех пор она больше не видела своего отца.

### Николай Триполитов

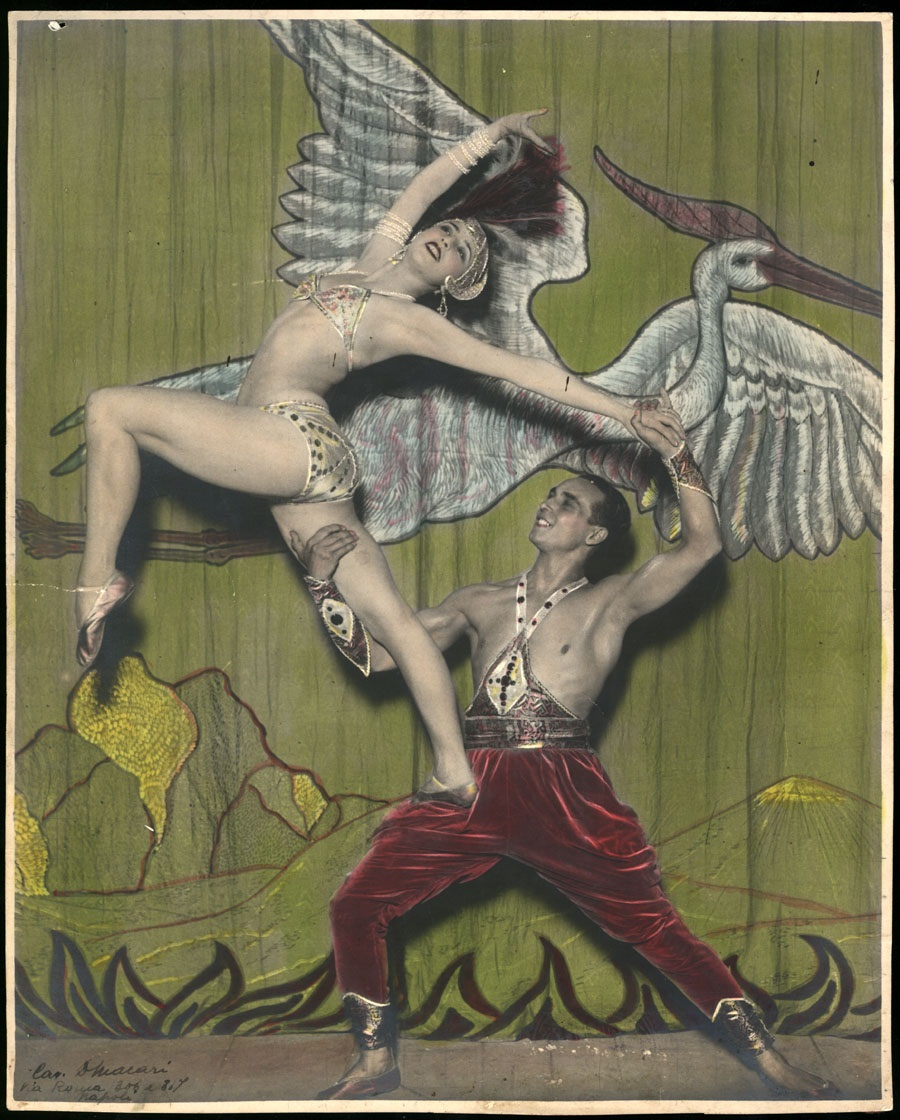
Николай Триполитов и Ольга Смирнова

В Париже Ксения начала заниматься в балетной студии Любови Егоровой.
В Париже Ксения Артуровна познакомилась с главным человеком своей жизни — танцовщиком Николаем Триполитовым, который был старше её на 20 лет и который стал её партнёром как в жизни, так и на сцене. Его дуэт с первой партнершей, рано скончавшейся Ольгой Михайловной Смирновой, был известен в 20-е годы.
Сам Николай Триполитов бежал из Одессы, один, без семьи, вместе с частями Добровольческой армии, где служил офицером, и прибыл в 1922 году в Константинополь. Позже вместе с Ольгой Смирновой, с которой они составили творческий и семейный союз, он решил уехать на заработки в Париж. Париж прославил их дуэт, ангажементы сыпались на него как из рога изобилия. Но Смирнова много болела. Сказывалась большая физическая нагрузка. У неё развился аппендицит, потом заворот кишок и перитонит. Ольга Смирнова скончалась на операционном столе 12 июня 1936 года и похоронена на кладбище Сент-Женевьев-де-Буа.
Гастрольную деятельность Ксения и Николай Триполитовы начали в июне 1937 года в небольшом казино голландского города Фалькенбург, а в июле уже выступали в городе Нордвейк. В августе 1937 года пара получила контракт в казино «Палермо» голландского городка Схевенинген. В октябре 1937 года Триполитовы уехали на гастроли в Германию, тогда их дуэт назывался «Ксения и Триполитов».
В годы нацистской оккупации, в сезоне 1941—1942 годов, Ксения и Николай выступали в варьете.
Приняв в 1948 году французское гражданство, они отправились в гастрольное турне с балетом полковника де Базиля по Испании и Португалии. Ксения выступала в кордебалете, а Николай танцевал сольные, характерные и возрастные партии. Эти гастроли были организованы на старинный манер — имелся свой пианист, а оркестр из 60 музыкантов нанимали на месте. С декорациями и костюмами несказанно повезло, так как некоторые из них, работы Бенуа, Бакста, Рериха, остались от первых русских сезонов. Костюмершей и гримершей в этом турне де Базиля была бывшая дягилевская балерина и в прошлом красавица Валентина Кашуба, которая раньше являлась партнёршей Вацлава Нижинского и участницей труппы Анны Павловой.
После расставания с балетом полковника де Базиля Триполитовы снова стали выступать самостоятельно. Позже ими в Париже был организован ансамбль «Тройка». В 60-е годы Ксения Артуровна занялась преподавательской деятельностью, поступив в муниципальную консерваторию в городке Дранси под Парижем, где проработала 22 года.
В 1972 году скончался Николай Триполитов.
Сценические костюмы Ксении Артуровны, в том числе авторства Мстислава Добужинского находятся в знаменитой коллекции исторического костюма историка моды Александра Васильева.

### Смерть
Ксения Триполитова скончалась 9 апреля 2020 года. 17 апреля была похоронена на кладбище Сент-Женевьев-де-Буа.

## Мемуары
- Маленькая балерина: Исповедь русской эмигрантки. — М.: АНФ, 2010 (в соавторстве с историком моды Александром Васильевым).